# Villa della Giovannina

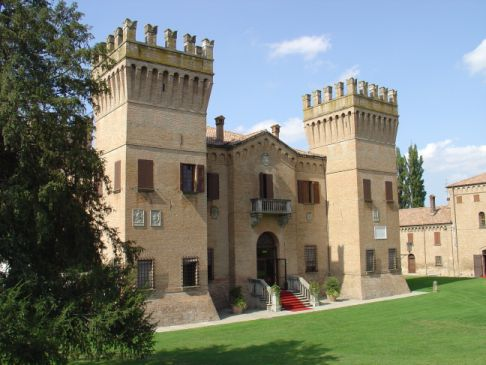
Villa della Giovannina

Die Villa della Giovannina (auch Castello della Giovannina) ist ein Landhaus in der Nähe des Ortsteils San Matteo della Decima der Gemeinde San Giovanni in Persiceto in der italienischen Region Emilia-Romagna, Metropolitanstadt Bologna. Sie liegt an der Grenze zur Gemeinde Cento an der Via Cento 290.
Obwohl das Landhaus immer eine Adelsresidenz war, wurde es auch als „Castello“ (deutsch: ‚Burg‘ oder ‚Schloss‘) bezeichnet, weil es mit Zinnen versehene Türme hat, die an eine Kastellburg mit traditionell mittelalterlichen Türmen denken lässt.

## Geschichte
Der Name der Villa della Giovannina erinnert an Giovanni II. Bentivoglio, den Herrn von Bologna, der 1490 Sebastiano Serlio mit dem Bau des Hauses beauftragte, dessen Bau 1504 abgeschlossen wurde. Auch Ercole Aldrovandi ist der Bau des imposanten Adelspalastes (um 1565) zu verdanken, der Ende des 19. Jahrhunderts grundlegend umgebaut wurde. In der Tat ist sein heutiges Aussehen auf die nachfolgende Restaurierung in den Jahren 1897–1902 durch den Architekten ‚‘Giuseppe Ceri‘‘ zurückzuführen, der auch das Oratorium baute.
Heute ist die Villa eine Gesellschaft verpachtet, die das Catering für Veranstaltungen, wie Hochzeiten, Konferenzen etc., durchführt.
Die beiden Erdstöße vom 20. und 29. Mai 2012 haben die Villa an einigen Stellen beschädigt, so an den Türmen und an der benachbarten, kleinen Kapelle (insbesondere am kleinen Glockenturm).

## Kunstwerke

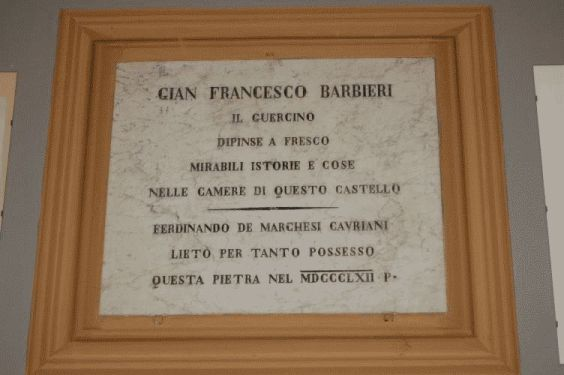
Erinnerungstafel

Die Villa hat in ihrem Inneren Säle mit zahlreichen, wertvollen Fresken, die Guercino und seinen Studenten zugeschrieben werden und zwischen 1617 und 1632 geschaffen wurden.
Die Fresken illustrieren bekannte Gedichte, wie Der rasende Roland, Das befreite Jerusalem, Aeneis, Il Pastor Fido und La Secchia Rapita.